# Stazione di Harlesden
La stazione di Harlesden è una stazione situata nel quartiere omonimo, nel borgo londinese di Brent. È servita dai servizi dalla metropolitana di Londra e da treni suburbani transitanti sulla linea lenta per Watford (sezione della West Coast Main Line).

## Storia
La prima stazione venne aperta nel 1841 dalla London and Birmingham Railway e chiusa nel 1866, sostituita dalla stazione di Willesden Junction, a 800 metri a sud-est.
Nel programma della Watford DC Line di una nuova linea suburbana elettrificata, London and North Western Railway, venne costruita la stazione di "Harlesden", aperta il 15 giugno 1912. I servizi della linea Bakerloo iniziarono il 16 aprile 1917, via nuovo collegamento a Queen's Park.
Il progetto di modernizzazione tra Watford Junction e Euston venne completato nel 1922.

## Movimento
La stazione è servita dai treni della linea Bakerloo della metropolitana di Londra e dai treni della linea Watford DC della London Overground, transitanti lungo la linea ferroviaria omonima.
Il servizio della London Overground prevede, negli orari di morbida, quattro treni all'ora per direzione (verso Euston e verso Watford Junction).

## Interscambi
Nelle vicinanze della stazione effettuano fermata alcune linee automobilistiche, gestite da London Buses.
- Fermata autobus